# Liste der denkmalgeschützten Objekte in Frohnleiten
Die Liste der denkmalgeschützten Objekte in Frohnleiten enthält die 53 denkmalgeschützten, unbeweglichen Objekte der Gemeinde Frohnleiten im steirischen Bezirk Graz-Umgebung.

## Denkmäler
| Foto  |                 | Denkmal | Standort                                          | Beschreibung | Metadaten |
| ----- | --------------- | --- | ------------------------------------------------- | --- | --- |
| ja    | Datei hochladen | Kraftwerk Peggau-Deutschfeistritz, Wehranlage HERIS-ID: 98459 Objekt-ID: 114388                                                               | Adriach Standort KG: Adriach                      | Die Wehranlage gehört zum 1908 in Betrieb genommenen Murkraftwerk Peggau-Deutschfeistritz. Anmerkung: Die Wehranlage überspannt die Mur zwischen den Katastralgemeinden Adriach und Mauritzen. | BDA-Hist.: Q64692127 Status: Bescheid Stand der BDA-Liste: 2025-06-30 Name: Kraftwerk Peggau-Deutschfeistritz, Wehranlage GstNr.: 793/1 Kraftwerk Peggau-Deutschfeistritz                                                           |
| ja    | Datei hochladen | Kath. Filialkirche hl. Georg und Kirchhofanlage HERIS-ID: 36833 Objekt-ID: 35855                                                              | bei Adriach 14 Standort KG: Adriach               | Die katholische Kirche hl. Georg wurde um 1050 erbaut und war von 1076 bis 1786 Pfarrkirche und danach Filialkirche von Frohnleiten. | BDA-Hist.: Q2318386 Status: § 2a Stand der BDA-Liste: 2025-06-30 Name: Kath. Filialkirche hl. Georg und Kirchhofanlage GstNr.: .20, 188 St. Georg (Frohnleiten)                                                                     |
| ja    | Datei hochladen | Ehem. Mesnerhaus HERIS-ID: 36829 Objekt-ID: 35851                                                                                             | Adriach 15 Standort KG: Adriach                   | Das ehemalige Mesnerhaus stammt aus dem 15. Jahrhundert und trägt ein Schopfwalmdach. | BDA-Hist.: Q37972206 Status: Bescheid Stand der BDA-Liste: 2025-06-30 Name: Ehem. Mesnerhaus GstNr.: .18 |
| ja    | Datei hochladen | Ehem. Pfarrhof HERIS-ID: 36830 Objekt-ID: 35852                                                                                               | Adriach 18 Standort KG: Adriach                   | Die unregelmäßige Vierflügelanlage um einen Hof ist im Kern gotisch. Sie trägt an der Nordseite das mit 1444 datierte Wappen des Pfarrers Stephan von Krumau, am Osttrakt geringe Reste einer Sgraffitodekoration um 1580. | BDA-Hist.: Q37972217 Status: Bescheid Stand der BDA-Liste: 2025-06-30 Name: Ehem. Pfarrhof GstNr.: .21 |
| ja    | Datei hochladen | Bildstock HERIS-ID: 98455 Objekt-ID: 114383                                                                                                   | bei Adriach 85 Standort KG: Adriach               | | BDA-Hist.: Q37772040 Status: § 2a Stand der BDA-Liste: 2025-06-30 Name: Bildstock GstNr.: 781/2 |
| ja    | Datei hochladen | Untere Burg Rabenstein HERIS-ID: 36835 Objekt-ID: 35857                                                                                       | Adriach-Rabenstein 41 Standort KG: Adriach        | Die Burg wurde im oder vor dem 13. Jahrhundert errichtet und brannte im 15. Jahrhundert ab. Im 14. Jahrhundert wurde neben der Burg ein Schloss erbaut. | BDA-Hist.: Q1013559 Status: Bescheid Stand der BDA-Liste: 2025-06-30 Name: Untere Burg Rabenstein GstNr.: .48 Burg Rabenstein, Frohnleiten                                                                                          |
| ja    | Datei hochladen | Sog. Heumannhof HERIS-ID: 36832 Objekt-ID: 35854                                                                                              | Adriach-Rabenstein 50 Standort KG: Adriach        | Die ehemalige Maut- und Poststation aus dem 16. Jahrhundert mit Sgraffitoziergliederung, datiert 1597, ist heute ein Bauernhof. | BDA-Hist.: Q37972232 Status: Bescheid Stand der BDA-Liste: 2025-06-30 Name: Sog. Heumannhof GstNr.: .57/1 |
| ja    | Datei hochladen | Sog. Römerbrücke HERIS-ID: 36831 Objekt-ID: 35853                                                                                             | bei Adriach-Rabenstein 57 Standort KG: Adriach    | Die gut erhaltene gewölbte Steinbrücke stammt aus dem 2. oder 3. Jahrhundert, und gehört zu der Straße, die im Murtal von Flavia Solva nach Poedicum und Stiriate führte. 1967 wurden Sicherungsarbeiten durchgeführt. Setzt sich mit einem Stück Trasse im Peggauer Gemeindegebiet fort (Altweg oberhalb der Badlgalerie). | BDA-Hist.: Q2179551 Status: Bescheid Stand der BDA-Liste: 2025-06-30 Name: Sog. Römerbrücke GstNr.: 784/2 Römerbrücke, Adriach |
| ja    | Datei hochladen | Neuer Friedhof und öffentlich-rechtliche Denkmale HERIS-ID: 98458 Objekt-ID: 114387                                                           | Standort KG: Adriach                              | | BDA-Hist.: Q37772052 Status: § 2a Stand der BDA-Liste: 2025-06-30 Name: Neuer Friedhof und öffentlich-rechtliche Denkmale GstNr.: 11/2, 13, .96                                                                                     |
| ja    | Datei hochladen | Kraftwerk Peggau-Deutschfeistritz, Nördliches Stollenportal HERIS-ID: 98492 Objekt-ID: 114421                                                 | Standort KG: Adriach                              | Der Zulaufkanal des Kraftwerks Peggau-Deutschfeistritz führt auf einer Strecke von 1073 Meter als Stollen unter dem Kugelstein hindurch. Der Stollen mit den beiden Portalen wurde 1906 bis 1908 erbaut. Das südliche Stollenportal liegt in Deutschfeistritz. | BDA-Hist.: Q64692131 Status: Bescheid Stand der BDA-Liste: 2025-06-30 Name: Kraftwerk Peggau-Deutschfeistritz, Nördliches Stollenportal GstNr.: 703/1 Kraftwerk Peggau-Deutschfeistritz - Nördliches Stollenportal                  |
| ja    | Datei hochladen | Tempelanlage und Befestigung HERIS-ID: 36834 Objekt-ID: 35856                                                                                 | Adriach Standort KG: Adriach                      | | BDA-Hist.: Q37972246 Status: Bescheid Stand der BDA-Liste: 2025-06-30 Name: Tempelanlage und Befestigung GstNr.: 735 Tempelanlage und Befestigung, Adriach                                                                          |
| BW    | Datei hochladen | Römerstraße am Kugelstein HERIS-ID: 112455 Objekt-ID: 130648seit 2016                                                                         | Standort KG: Adriach                              | Verlauf der alten Straße am oberen Hang des Kugelsteins, um dem unwegsamen Engtal der Mur und den Hochwassergefahren auszuweichen. Anmerkung: Das Grundstück 1/1 liegt in der KG Deutschfeistritz. | BDA-Hist.: Q37831045 Status: Bescheid Stand der BDA-Liste: 2025-06-30 Name: Römerstraße am Kugelstein GstNr.: 1/1, 734/1 |
| ja    | Datei hochladen | Ehem. Katharinenkirche HERIS-ID: 51052 Objekt-ID: 56610                                                                                       | Am Tabor 2 Standort KG: Frohnleiten               | Eine erste Kapelle wurde gleichzeitig mit der Marktgründung um 1300 erbaut, der Chor wohl erst um 1400 angebaut. Die Kirche wurde 1788 profaniert und zu Wohnungen adaptiert und so ist nur noch der Baukörper erhalten. Erkennbar ist noch der 5/8-Schluss mit abgetreppten Strebepfeilern, der fünfseitige Turm mit einem gotischen Untergeschoß war ursprünglich ein Wehrturm, sein sechsseitiges Obergeschoß trägt Zwiebelhelm und Laterne. | BDA-Hist.: Q1736075 Status: § 2a Stand der BDA-Liste: 2025-06-30 Name: Ehem. Katharinenkirche GstNr.: .4, .118/1 Former Katharinenkirche, Frohnleiten                                                                               |
| ja    | Datei hochladen | Befestigungsanlage Frohnleiten HERIS-ID: 97966 Objekt-ID: 113835                                                                              | Am Tabor 2 Standort KG: Frohnleiten               | Die Reste der nach 1300 entstandenen Stadtmauer ist vor allem an der Nordseite zwischen und an den Häusern sichtbar. | BDA-Hist.: Q37770949 Status: § 2a Stand der BDA-Liste: 2025-06-30 Name: Befestigungsanlage Frohnleiten GstNr.: 398/1, .118/1, .39, .93, 404/4, .105, 449, .81/1, 448, .77, .76, 481/4, 480/3, .91, .4, .119, 396/2, 450, .94, 442/2 |
| ja    | Datei hochladen | Sog. Payerhof (ehem. Notarhaus) HERIS-ID: 97975 Objekt-ID: 113844                                                                             | Am Tabor 4 Standort KG: Frohnleiten               | | BDA-Hist.: Q37770959 Status: § 2a Stand der BDA-Liste: 2025-06-30 Name: Sog. Payerhof (ehem. Notarhaus) GstNr.: .119, .120 |
| ja    | Datei hochladen | Bürgerhaus HERIS-ID: 36909 Objekt-ID: 35973                                                                                                   | Am Tabor 5 Standort KG: Frohnleiten               | Das Bürgerhaus hat eine Giebelfassade mit altdeutschem und secessionistischem Dekor. | BDA-Hist.: Q37972876 Status: Bescheid Stand der BDA-Liste: 2025-06-30 Name: Bürgerhaus GstNr.: .40 Am Tabor 5, Frohnleiten |
| ja    | Datei hochladen | Torbau, ehem. Tabor HERIS-ID: 97976 Objekt-ID: 113845                                                                                         | Am Tabor 6 Standort KG: Frohnleiten               | Der Tabor diente zum Schutz der Murbrücke und fungierte gleichzeitig als südliches Stadttor. | BDA-Hist.: Q37770964 Status: § 2a Stand der BDA-Liste: 2025-06-30 Name: Torbau, ehem. Tabor GstNr.: .39 Tabor, Frohnleiten |
| ja    | Datei hochladen | Wohn- und Geschäftshaus HERIS-ID: 36910 Objekt-ID: 35974                                                                                      | Brückenkopf 2 Standort KG: Frohnleiten            | Der Bau stammt im Kern aus dem 16. Jahrhundert, dreigeschoßige Fassade und Portal, mit 1815 bezeichnet. Stiegenhaus mit Schmiedeeisengitter. | BDA-Hist.: Q37972886 Status: Bescheid Stand der BDA-Liste: 2025-06-30 Name: Wohn- und Geschäftshaus GstNr.: .5 Wohn- und Geschäftshaus, Brückenkopf 2                                                                               |
| ja    | Datei hochladen | Ehem. Mauthaus HERIS-ID: 36911 Objekt-ID: 35975                                                                                               | Brückenkopf 8 Standort KG: Frohnleiten            | Das ehemalige Mauthaus wurde um 1800 am linken Brückenkopf der Holzbrücke erbaut. | BDA-Hist.: Q37972896 Status: Bescheid Stand der BDA-Liste: 2025-06-30 Name: Ehem. Mauthaus GstNr.: .35 |
| ja    | Datei hochladen | Sog. Gerberhaus HERIS-ID: 36912 Objekt-ID: 35976                                                                                              | Brückenkopf 12 Standort KG: Frohnleiten           | Das Gerberhaus, ehemaliges Ledererhaus, wurde am Ende des 18. Jahrhunderts erbaut. Das Erdgeschoß wird von einem Kreuzgratgewölbe auf Vierkantpfeilern abgeschlossen. Das Dach ist ein sogenanntes Gerberdach, mit horizontal durchgehenden, zweireihigen hölzernen Lüftungsfenstern. Seitlich geschweifte Giebel. | BDA-Hist.: Q37972906 Status: Bescheid Stand der BDA-Liste: 2025-06-30 Name: Sog. Gerberhaus GstNr.: .33 |
| ja    | Datei hochladen | Rathaus, ehem. Sanatorium HERIS-ID: 51056 Objekt-ID: 56615                                                                                    | Brucker Straße 2 Standort KG: Frohnleiten         | Das ehemalige Sanatorium Austria wurde 1904 erbaut und zeigt eine Fachwerkfassade im Heimatstil. Seit 1984 Rathaus. | BDA-Hist.: Q38043466 Status: § 2a Stand der BDA-Liste: 2025-06-30 Name: Rathaus, ehem. Sanatorium GstNr.: .69 Rathaus Frohnleiten                                                                                                   |
| ja    | Datei hochladen | Bildstock HERIS-ID: 98222 Objekt-ID: 114121                                                                                                   | bei Brucker Straße 3 Standort KG: Frohnleiten     | Das St.-Oswald-Kreuz oder Mariazellerkreuz ist ein Nischenbreitpfeiler, der 1605 erstmals erwähnt und später mehrmals erneuert wurde. Er enthält eine barocke Pietà. | BDA-Hist.: Q1897048 Status: § 2a Stand der BDA-Liste: 2025-06-30 Name: Bildstock GstNr.: 23/2 Mariazellerkreuz (Frohnleiten) |
| ja    | Datei hochladen | Ehem. Postmeilenstein HERIS-ID: 98225 Objekt-ID: 114124                                                                                       | Brucker Straße Standort KG: Frohnleiten           | Der Postmeilenstein aus den 1830ern zeigt die Entfernung nach Wien, Graz und Triest an. | BDA-Hist.: Q37771678 Status: § 2a Stand der BDA-Liste: 2025-06-30 Name: Ehem. Postmeilenstein GstNr.: 204/1 |
| ja    | Datei hochladen | Pavillon HERIS-ID: 98042 Objekt-ID: 113918 | Hauptplatz 1 Standort KG: Frohnleiten             | Das Seilerhäusl wurde vom nach 1874 nach Frohnleiten gekommenen Seilermeister Josef Hirnschall als Aufbewahrungsort für seine Seilerutensilien erbaut, er war auch als Tischler und Zimmerer tätig. | BDA-Hist.: Q37771096 Status: § 2a Stand der BDA-Liste: 2025-06-30 Name: Pavillon GstNr.: .3 |
| ja    | Datei hochladen | Gartenhaus und Figurenbildstock Pietà HERIS-ID: 98043 Objekt-ID: 113919                                                                       | Hauptplatz 1 Standort KG: Frohnleiten             | Das am westlichen Ende des Klostergartens gelegene, achtseitige barocke Gartenhaus stammt aus dem 1. Drittel des 18. Jahrhunderts. Davor befindet sich eine steinerne Pietàgruppe aus der Zeit um 1730. | BDA-Hist.: Q37771107 Status: § 2a Stand der BDA-Liste: 2025-06-30 Name: Gartenhaus und Figurenbildstock Pietà GstNr.: 397 |
| ja    | Datei hochladen | Glashaus HERIS-ID: 98044 Objekt-ID: 113921 | Hauptplatz 1 Standort KG: Frohnleiten             | | BDA-Hist.: Q37771126 Status: § 2a Stand der BDA-Liste: 2025-06-30 Name: Glashaus GstNr.: 397, 398/1 |
| ja    | Datei hochladen | Franziskus-Brunnen HERIS-ID: 98045 Objekt-ID: 113922                                                                                          | Hauptplatz 1 Standort KG: Frohnleiten             | | BDA-Hist.: Q37771135 Status: § 2a Stand der BDA-Liste: 2025-06-30 Name: Franziskus-Brunnen GstNr.: 397 |
| ja    | Datei hochladen | Kath. Pfarrkirche (ehem. Servitenkirche) Mariä Himmelfahrt HERIS-ID: 51054 Objekt-ID: 56613                                                   | Hauptplatz 1 Standort KG: Frohnleiten             | Die ursprüngliche Klosterkirche wurde 1679-1683 erbaut und nach einem Brand 1763 turmlos wiedererrichtet. Die pilastergegliederte Eingangsfassade ist von einem Volutengiebel bekrönt, oberhalb und seitlich des Portals befinden sich Nischen mit Heiligenstatuen. Das platzlgewölbte Langhaus ist dreijochig und geht in einen eingezogenen zweijochigen Chor über. Malerei und Innenausstattung ist im Rokoko-Stil, einige Statuen werden Veit Königer zugeschrieben. Chorgestühl und Altarblatt stammen aus dem ersten Drittel des 19. Jahrhunderts. Eine Besonderheit ist, dass die Kirche zwei Kanzeln besitzt. | BDA-Hist.: Q1899664 Status: § 2a Stand der BDA-Liste: 2025-06-30 Name: Kath. Pfarrkirche (ehem. Servitenkirche) Mariä Himmelfahrt GstNr.: .3 Frohnleitner Pfarrkirche                                                               |
| ja    | Datei hochladen | Franziskanerkloster (ehem. Servitenkloster), ehem. Wehrmauer u. Reste v. Vorgänger- bzw. abgekommener Bauten HERIS-ID: 51055 Objekt-ID: 56614 | Hauptplatz 1 Standort KG: Frohnleiten             | | BDA-Hist.: Q38043459 Status: § 2a Stand der BDA-Liste: 2025-06-30 Name: Franziskanerkloster (ehem. Servitenkloster), ehem. Wehrmauer u. Reste v. Vorgänger- bzw. abgekommener Bauten GstNr.: .3, 397, 398/1                         |
| ja    | Datei hochladen | Bezirksgericht, ehem. Rathaus HERIS-ID: 51053 Objekt-ID: 56611                                                                                | Hauptplatz 9 Standort KG: Frohnleiten             | Das Gerichtsgebäude stammt in der Substanz aus dem 16. Jahrhundert. | BDA-Hist.: Q38043449 Status: § 2a Stand der BDA-Liste: 2025-06-30 Name: Bezirksgericht, ehem. Rathaus GstNr.: .1/1 |
| ja    | Datei hochladen | Wohnhaus, ehem. Gefängnis HERIS-ID: 98069 Objekt-ID: 113946                                                                                   | Hauptplatz 9a Standort KG: Frohnleiten            | | BDA-Hist.: Q37771227 Status: § 2a Stand der BDA-Liste: 2025-06-30 Name: Wohnhaus, ehem. Gefängnis GstNr.: .91 |
| ja    | Datei hochladen | Mariensäule HERIS-ID: 98046 Objekt-ID: 113923                                                                                                 | bei Hauptplatz 12 Standort KG: Frohnleiten        | Die steinerne Mariensäule am Hauptplatz vor der Pfarrkirche wurde laut Chronogramm 1732 errichtet. Sie zeigt Statuen der hll. Joseph, Johann Nepomuk, Sebastian und Rochus, sowie eine liegende Rosalia und ist von einer steinernen Brüstung umgeben. Die Mariensäule wurde 1953 sowie 1979/80 restauriert. | BDA-Hist.: Q37771145 Status: § 2a Stand der BDA-Liste: 2025-06-30 Name: Mariensäule GstNr.: 481/1 Maria column Frohnleiten |
| ja    | Datei hochladen | Ehem. Engelwirtshaus HERIS-ID: 98114 Objekt-ID: 113993                                                                                        | Hauptplatz 21 Standort KG: Frohnleiten            | Der ehemalige Gasthof Engel zeigt eine Sgraffitodekoration aus der 2. Hälfte des 16. Jahrhunderts. 1928 restauriert. | BDA-Hist.: Q37771330 Status: Bescheid Stand der BDA-Liste: 2025-06-30 Name: Ehem. Engelwirtshaus GstNr.: .85 |
| ja    | Datei hochladen | Brunnen HERIS-ID: 98121 Objekt-ID: 114000 | vor Hauptplatz 22 Standort KG: Frohnleiten        | Inschrift: „ERBAUET VON DER INNERN BÜRGERSCHAFT DEN 1.MAY 1830 DURCH MITWIRKUNG DES HERRN J.AFFTENBERGER SYNDICUS, J.GOTTSBERGER BÜRGERMEISTER UND GEORG TÖPPER BAUMEISTER. 449.F.30KR.CM.“ | BDA-Hist.: Q37771371 Status: § 2a Stand der BDA-Liste: 2025-06-30 Name: Brunnen GstNr.: 481/1 |
| ja BW | Datei hochladen | Rumpelmaier-Denkmal HERIS-ID: 98142 Objekt-ID: 114031                                                                                         | hinter Hauptplatz 30 Standort KG: Frohnleiten     | Denkmal an den hydriatischen Arzt Franz Rumpelmaier (1805 bis 2. Oktober 1869), dem Gründer der Kaltwasserheilanstalt Frohnleiten. | BDA-Hist.: Q37771449 Status: § 2a Stand der BDA-Liste: 2025-06-30 Name: Rumpelmaier-Denkmal GstNr.: 471/4 |
| ja    | Datei hochladen | Brunnen HERIS-ID: 98141 Objekt-ID: 114030 | vor Hauptplatz 30 Standort KG: Frohnleiten        | | BDA-Hist.: Q37771441 Status: § 2a Stand der BDA-Liste: 2025-06-30 Name: Brunnen GstNr.: 481/1 |
| ja    | Datei hochladen | Bürgerhaus HERIS-ID: 98175 Objekt-ID: 114065                                                                                                  | Hauptplatz 39 Standort KG: Frohnleiten            | | BDA-Hist.: Q37771499 Status: § 2a Stand der BDA-Liste: 2025-06-30 Name: Bürgerhaus GstNr.: .77 |
| ja    | Datei hochladen | Bürgerhaus (ohne Wohntrakt) HERIS-ID: 98177 Objekt-ID: 114067                                                                                 | Hauptplatz 41 Standort KG: Frohnleiten            | | BDA-Hist.: Q37771509 Status: § 2a Stand der BDA-Liste: 2025-06-30 Name: Bürgerhaus (ohne Wohntrakt) GstNr.: .76 |
| ja    | Datei hochladen | Wohnhaus und Wirtschaftsgebäude HERIS-ID: 98238 Objekt-ID: 114137                                                                             | Leobnertor 6 Standort KG: Frohnleiten             | | BDA-Hist.: Q37771701 Status: § 2a Stand der BDA-Liste: 2025-06-30 Name: Wohnhaus und Wirtschaftsgebäude GstNr.: .97/5, .97/1 |
| ja    | Datei hochladen | Feuerwehrgebäude HERIS-ID: 98202 Objekt-ID: 114094                                                                                            | Leobnertor 12 Standort KG: Frohnleiten            | | BDA-Hist.: Q37771587 Status: § 2a Stand der BDA-Liste: 2025-06-30 Name: Feuerwehrgebäude GstNr.: .93, .94 |
| ja    | Datei hochladen | Pavillon/Gartenhaus, (ohne Keller) „Flickhütte“ HERIS-ID: 98243 Objekt-ID: 114143                                                             | Parkweg 6a Standort KG: Frohnleiten               | | BDA-Hist.: Q37771711 Status: § 2a Stand der BDA-Liste: 2025-06-30 Name: Pavillon/Gartenhaus, (ohne Keller) „Flickhütte“ GstNr.: 450                                                                                                 |
| ja    | Datei hochladen | Evangelische Bergkirche A.B. HERIS-ID: 98245 Objekt-ID: 114145                                                                                | Roseggerhöhe 9 Standort KG: Frohnleiten           | Die evangelische Kirche wurde 1935 erbaut und zeigt am Giebel eine Wandmalerei mit dem Thema Bergpredigt von Switbert Lobisser aus demselben Jahr. | BDA-Hist.: Q37771721 Status: § 2a Stand der BDA-Liste: 2025-06-30 Name: Evangelische Bergkirche A.B. GstNr.: .212 |
| ja    | Datei hochladen | Wohnhaus HERIS-ID: 98427 Objekt-ID: 114353 | Vormarkt 2 Standort KG: Frohnleiten               | | BDA-Hist.: Q37772016 Status: § 2a Stand der BDA-Liste: 2025-06-30 Name: Wohnhaus GstNr.: .11/1 |
| ja    | Datei hochladen | Leobner Tor HERIS-ID: 98201 Objekt-ID: 114093                                                                                                 | Leobnertor 12, neben Standort KG: Frohnleiten     | Das Leobner Tor ist ein Teil der Stadtbefestigung und wurde im 18. Jahrhundert spätbarock umgestaltet. Neuere Darstellungen sind ein Sgraffito mit Landsknechten an der Außenseite und das Stadtwappen an der Innenseite. | BDA-Hist.: Q37771578 Status: § 2a Stand der BDA-Liste: 2025-06-30 Name: Leobner Tor GstNr.: 480/3 Leobner Tor |
| ja    | Datei hochladen | Murkraftwerk Laufnitzdorf HERIS-ID: 98680 Objekt-ID: 114620                                                                                   | Laufnitzdorf 45a und 47 Standort KG: Laufnitzdorf | Das Kraftwerk Laufnitzdorf am Flusslauf der Mur etwa 4 Kilometer oberhalb des Stadtzentrums von Frohnleiten wurde in den Jahren 1929–1931 von Fritz Haas erbaut. | BDA-Hist.: Q37772499 Status: Bescheid Stand der BDA-Liste: 2025-06-30 Name: Murkraftwerk Laufnitzdorf GstNr.: .65/1 |
| ja    | Datei hochladen | Kraftwerk Peggau-Deutschfeistritz, Wehranlage HERIS-ID: 98460 Objekt-ID: 114389                                                               | Adriach Standort KG: Mauritzen                    | Die Wehranlage gehört zum 1908 in Betrieb genommenen Murkraftwerk Peggau-Deutschfeistritz. Anmerkung: Die Wehranlage überspannt die Mur zwischen den Katastralgemeinden Adriach und Mauritzen. Grundstück 485 KG Mauritzen (Nordkopf des Wehrs) ist beim BDA nicht verzeichnet, ebenso nicht das Grundstück 793/1 KG Adriach (Südkopf des Wehrs). | BDA-Hist.: Q64692129 Status: Bescheid Stand der BDA-Liste: 2025-06-30 Name: Kraftwerk Peggau-Deutschfeistritz, Wehranlage GstNr.: 479/2 Kraftwerk Peggau-Deutschfeistritz                                                           |
| ja    | Datei hochladen | Wohnhaus und Wirtschaftsgebäude HERIS-ID: 98693 Objekt-ID: 114649                                                                             | Grafendorfstraße 1 Standort KG: Mauritzen         | | BDA-Hist.: Q37772509 Status: § 2a Stand der BDA-Liste: 2025-06-30 Name: Wohnhaus und Wirtschaftsgebäude GstNr.: .174, 26/29 |
| ja    | Datei hochladen | Wohnhaus, ehem. Gemeindeamt Mauritzen HERIS-ID: 98723 Objekt-ID: 114683                                                                       | Mauritzener Hauptstraße 5 Standort KG: Mauritzen  | | BDA-Hist.: Q37772581 Status: § 2a Stand der BDA-Liste: 2025-06-30 Name: Wohnhaus, ehem. Gemeindeamt Mauritzen GstNr.: .151 |
| ja    | Datei hochladen | Prähistorische Siedlung in Schrauding, Mauritzen HERIS-ID: 58670 Objekt-ID: 69438seit 2016                                                    | Mauritzen Standort KG: Mauritzen                  | | BDA-Hist.: Q38084263 Status: Bescheid Stand der BDA-Liste: 2025-06-30 Name: Prähistorische Siedlung in Schrauding, Mauritzen GstNr.: 352/2, 353, 356/1, 356/3                                                                       |
| ja    | Datei hochladen | Schloss Weyer HERIS-ID: 46488 Objekt-ID: 48554                                                                                                | Rothleiten 8 Standort KG: Rothleiten              | Das Schloss Weyer wurde im 13. Jahrhundert von den Grafen von Pfannberg als Wasserburg erbaut. Mehrfache Umbauten und Erweiterungen vom 16. bis zum 18. Jahrhundert. Die Wassergräben der Ost- und Nordseite sind noch erhalten. Die dreigeschoßige hakenförmige Anlage umschließt einen Hof mit dreigeschoßigen Arkadengängen, der von einem schlanken Turm mit barocker Zwiebelhaube und Laterne abgeschlossen wird. Der Turm ist mit einem niedrigeren Torgebäude mit der Schlosskapelle verbunden, Kruzifix aus dem 14. Jahrhundert. Die Außenfront des Ostflügels wird von zwei turmartigen, vieleckigen Vorsprüngen mit Kratzputz und Geschoßteilung eingefasst. Aus dem Jahre 1590 stammt ein achteckiger Saal. | BDA-Hist.: Q2244114 Status: Bescheid Stand der BDA-Liste: 2025-06-30 Name: Schloss Weyer GstNr.: .1/1 Schloss Weyer, Frohnleiten |
| ja    | Datei hochladen | Ehem. Postgebäude HERIS-ID: 97042 Objekt-ID: 112742                                                                                           | Röthelstein 9 Standort KG: Röthelstein            | Das ehemalige k.u.k. Postamt hat ein bemerkenswertes Biedermeierportal, das mit 1825 datiert ist. | BDA-Hist.: Q37769380 Status: § 2a Stand der BDA-Liste: 2025-06-30 Name: Ehem. Postgebäude GstNr.: .61 |
| ja    | Datei hochladen | Kath. Pfarrkirche hl. Oswald HERIS-ID: 51774 Objekt-ID: 57556                                                                                 | Röthelstein 19 Standort KG: Röthelstein           | Die katholische Pfarrkirche hl. Oswald wurde 1469 urkundlich erwähnt. Der schlichte Bau stammt von 1653, seit 1742 besteht ein Vikariat, seit 1787 eine eigene Pfarre, davor war die Kirche eine Filialkirche von Adriach. Das breite dreijochige Langhaus wird von einem einjochigen Chor mit 3/8-Schluss abgeschlossen und mit einem Kreuzgratgewölbe auf eingestellten Wandpfeilern gedeckt. An die zweijochige Südkapelle schließt östlich die Sakristei an. Der viergeschoßige Westturm trägt einen Spitzhelm und hat gekuppelte Rundbogenfenster. Der Hochaltar stammt aus der Zeit 1710–1720, das Altarblatt ist mit Jos. de Mölk pinx. 1775 bezeichnet. Der Altar der Südkapelle stammt aus dem 1. Viertel des 18. Jahrhunderts und zeigt den reuigen Petrus. In der Kirche weiters ein Apostelbild datiert mit 1686, ein Bild der Hl. Familie aus der 2. Hälfte des 17. Jahrhunderts, eine barocke Kreuzigungsgruppe am Fronbogen und Statuen der hll. Florian und Johann Nepomuk, sowie ein Taufstein aus dem letzten Drittel des 18. Jahrhunderts. | BDA-Hist.: Q2083332 Status: § 2a Stand der BDA-Liste: 2025-06-30 Name: Kath. Pfarrkirche hl. Oswald GstNr.: .65 Pfarrkirche Röthelstein                                                                                             |
| ja    | Datei hochladen | Barbara-Kapelle HERIS-ID: 95417 Objekt-ID: 110772                                                                                             | Schrems Standort KG: Schrems                      | | BDA-Hist.: Q37766248 Status: § 2a Stand der BDA-Liste: 2025-06-30 Name: Barbara-Kapelle GstNr.: 110/1 |

## Ehemalige Denkmäler
| Foto |                 | Denkmal                                       | Standort                                      | Beschreibung | Metadaten                                                                                                   |
| ---- | --------------- | --------------------------------------------- | --------------------------------------------- | --- | --- |
| ja   | Datei hochladen | Volksschule Objekt-ID: 114147bis 2014         | Schulweg 1 Standort KG: Frohnleiten           | | BDA-Hist.: Q106680340 Status: § 2a Stand der BDA-Liste: 2014-06-27 Name: Volksschule GstNr.: .124, 357/2    |
| ja   | Datei hochladen | Schloss Neupfannberg Objekt-ID: 35997bis 2017 | Mayr-Melnhof Straße 32 Standort KG: Mauritzen | Das Schloss wurde 1737 von Joseph Stainberger erbaut und befindet sich seit 1872 im Besitz der Familie Mayr-Melnhof. Das Schloss wurde im 19. und 20. Jahrhundert mehrfach umgestaltet und 1945 durch Brand schwer beschädigt, danach wiederhergestellt. Das Schloss ist von einem großen englischen Park umgeben, darin ein Karner auf dem ehemaligen Friedhof Mauritzen. Der Karner ist ein spätgotischer Sechseckbau mit zwei Geschoßen, im Untergeschoß mit Fächergewölbe auf runder Mittelstütze das Beinhaus, im Obergeschoß sechsteiliges Gewölbe. Das Rundbogenportal zeigt eine Kreuzblume und seitliche Fialen, dreibahnige Spitzbogenfenster mit reichem Maßwerk. An der Brüstung des Portalvorbaus mit Treppe befindet sich ein Römerstein mit drei Brustbildnissen bald nach 212, der von der Ruine Pfannberg hierher gebracht wurde. An der Murseite steht ein Bildstock mit einer steinernen Johann-Nepomuk-Statue aus der Mitte des 18. Jahrhunderts. | BDA-Hist.: Q2242586 Status: Bescheid Stand der BDA-Liste: 2017-06-23 Name: Schloss Neupfannberg GstNr.: .18 |